# Легенда о «чистом вермахте»
Леге́нда о «чи́стом ве́рмахте» — тенденциозное представление, созданное бывшими немецкими военнослужащими в первые годы существования ФРГ, о непричастности вермахта к Холокосту и другим военным преступлениям во время Второй мировой войны, в частности на Восточном фронте.
Суть легенды о «чистом вермахте» состоит в том, что немецкая офицерская каста и исполнители военных приказов якобы не разделяли идеологию Гитлера; вермахт был аполитичной организацией, независимой от национал-социалистического государства; всю ответственность за военные преступления несли СС и другие нацистские военизированные организации, которые использовали запрещённые и преступные методы ведения войны. С помощью этой легенды бывшие офицеры вермахта стремились противодействовать возможному уголовному преследованию за совершённые преступления.
Важную роль в её распространении в военной историографии сыграл бывший начальник генерального штаба сухопутных войск Франц Гальдер. Вместе с другими офицерами из исследовательской группы военной истории армии США он подготовил ряд исследований, в которых ведение вермахтом военных действий описывалось как безупречное и героическое. Гальдер оказал также большое влияние на немецкую гражданскую историографию, особенно благодаря рабочей группе военно-исторических исследований.
Тезис о «чистом вермахте», хотя и несостоятельный с научной точки зрения, предлагал миллионам участников войны и их семьям возможность увидеть смысл в наполненных жертвами военных усилиях и вытеснить из сознания преступления вермахта.
На пересмотр и осознание истинной роли вермахта в период национал-социалистического господства, особенно действий офицеров и солдат на Восточном фронте, ведущих войну на уничтожение, потребовалось не менее полувека.

## Создание легенды о «чистом вермахте»
Тема ведения вермахтом войны методами, подобными Холокосту, в исторической науке послевоенной Германии долгое время оставалась «белым пятном». На протяжении почти полувека вермахт в общественном сознании разных стран, особенно в ФРГ, Европе и США, ассоциировался с представителями традиционной офицерской элиты и солдат, выполняющих приказы, соблюдающих морально-нравственные и христианские ценности, которые в военный период вынуждены были подчиняться Гитлеру, соблюдать строгую военную дисциплину и иерархию.
Апологеты вермахта безукоризненно внедряли в историческое сознание общества идею о том, что вермахт во Второй мировой войне оставался «чистым» и не запятнал себя массовым уничтожением евреев, цыган, советских военнопленных и гражданского населения в оккупированных странах, что ответственность несут не исполнители, наделённые или не наделённые властью, а непосредственный руководитель Германии того времени — тиран и диктатор Адольф Гитлер, а также другие военные формирования в нацистском государстве, и прежде всего — гестапо и СС.
Миф о вермахте формировал, сохранял и поддерживал в обществе следующие идеи:
- руководство вермахта довольно часто возражало диктатору и даже пыталось устранить его физически, поэтому вермахт не являлся послушным орудием Гитлера;
- с 1939 по 1945 год командование вермахта не было причастно к военным преступлениям, то есть систематически не нарушало международные военные конвенции;
- вермахт не принимал участия в массовых расстрелах лиц еврейской национальности;
- вермахт вёл заурядные военные действия, а «военные эксцессы», и это не оспаривается, представляли собой исключения, которые неизбежны в ходе войны[1].

Начало легенды стало формироваться сразу после окончания Второй мировой. Оно было представлено в последнем отчёте вермахта — «Wehrmachtbericht» (Вермахтберихт) от 9 мая 1945 года, написанном преемником Гитлера на посту главы государства и верховного главнокомандующего вермахта — гроссадмиралом Карлом Дёницем. Гроссадмирал Карл Дёниц был убеждён и призывал других людей поверить, что служащие вермахта действовали «с честью», сражались «героически», «изо всех сил», несли большие потери и жертвы, были верны присяге, а «результаты его военных действий незабываемы».
На судебных процессах в Нюрнберге СС и гестапо были названы «преступными организациями», тогда как оценка действий вермахта и ОКВ (Oberkommando der Wehrmacht) отсутствовала. Кейтеля, Геринга и Редера осудили, они были признаны виновными в военных преступлениях, но судьи Международного военного трибунала постановили, что их вина не распространяется на организации, которые они возглавляли, или на людей, которые служили под их руководством. Определение о преступных действиях вермахта как военной структуры также отсутствовало.
Легенда о «чистых руках» вермахта и его «потерянной победе» окрепла в 1950-х годах. В годы «холодной войны» и противостояния СССР и США американские штабисты активно собирали любые свидетельства о ходе боёв времён Второй мировой у доживших до тех лет германских генералов и собрали, в общей сложности, более двух с половиной тысяч докладов, написанных семью сотнями военачальников. В мемуарах генералы, все как один, выдвинули версию о том, что Гитлер, задержав наступление на Москву, фактически отобрал у немцев победу. Однако во главе этого проекта стоял не кто иной, как Франц Гальдер. Генералом руководствовало желание не столько дать американцам интересующую их информацию, сколько собственное стремление сохранить репутацию «чистого вермахта» и максимально дистанцировать его от нацизма.
Так сложился благоприятный климат для полной реабилитации германской армии. На книжных полках появилось множество мемуаров бывших генералов германского военного руководства, служивших под командованием Гальдера: Гудериана, Манштейна и других, моментально ставших бестселлерами и рисовавших портрет германского военного, честно сражавшегося за родину, который был побеждён не солдатами Красной Армии, а лишь потому, что Гитлер был безумен и отдавал соответствующие приказы.
В 1950 году был опубликован труд известного английского историка Б. Лиддела Гарта, в котором автор развивает концепцию о «противоречиях», возникающих между Гитлером и командованием вермахта в ходе Второй мировой войны. Предвоенный период отношений генералитета и партии нацистов историк не рассматривает, оставляя его за скобками своего труда. В этом ключе написана и книга В. Гёрлица (западногерманский историк) — «Германский генеральный штаб». Историк делает попытку представить доказательства противодействия и противостояния генерального штаба руководству НСДАП и показать его как главное сосредоточение сил, боровшихся против начала военных действий.
Цели, которые преследовали авторы легенды о вермахте, были эффективными и далеко идущими: уйти от ответственности за военные преступления и придать вермахту чуть ли не героический образ. Вермахт в сознании людей должен был сохранить тот образ, который соответствовал представлениям Карла Дёница, использовавшего для достижения цели старый солдатский принцип: «Лучший способ обороны — это нападение».
Германский политический истеблишмент действовал решительно, заручившись поддержкой общественной организации ветеранов — «Общества взаимопомощи бывших членов войск СС», которая в течение десятилетий пользовалась огромным влиянием. Видные политические деятели как левого, так и правого толка, работали над легендой о «чистом вермахте», а заодно и Waffen-SS. Завершил реабилитацию немецких военных Дуайт Эйзенхауэр, который был заметной политической фигурой и верховным главнокомандующим союзных войск. Он заявил во время поездки в Западную Германию в январе 1951 года:
Я узнал, что между обычным немецким солдатом или офицером и Гитлером, и его преступной группировкой, существует реальная разница. Со своей стороны, я не верю, что немецкий солдат, как таковой, потерял свою честь. Тот факт, что некоторые лица совершали бесчестные и подлые действия на войне отражается на соответствующих лицах, а не на подавляющем большинстве немецких солдат и офицеров.
После такой массированной поддержки и представления вермахта в выгодном для него свете, тот, кто осмеливался критически взглянуть на вермахт, легко мог получить ярлык осквернителя немецкой нации или предателя, а Гитлер, как единственный виновный в происшедшем, оставался диктатором и «производственной травмой» германской истории, против которого боролся «честный» вермахт. Тот факт, что Гитлер отвёл вермахту роль «второй колонны» в военном нацистском государстве, и с этой ролью согласилось его молчаливое большинство, стирался из общественной памяти. В массовом сознании все преступления нацистского режима ассоциировались с репрессивным аппаратом гестапо и СС, но не с вермахтом.
Легенда о том, как действовал вермахт в период национал-социализма в Германии, говорила о масштабе проблемы, так как она была запущена сразу после того, как закончилась война. В мае 1945 года её благодарно приняло огромное количество бывших подданных вермахта — не менее 18 млн послушных исполнителей, участвовавших в войне в качестве солдат и около 500 тыс. женщин, а также члены их семей. Поскольку жизненно важные ценностные установки людей, принимавших участие в боевых действиях на Восточном фронте рушились вместе с окончанием войны, им пришлась по душе вовремя сделанная подсказка о том, как можно оправдать свои действия в военный период, чтобы считать себя не захватчиками чужих земель, а преемниками антикоммунистов, послушными исполнителями приказов и не чувствовать никакой вины.

## Вермахт и Вторая мировая война

### Экономический аспект
Генералы вермахта заверяли общественность, что высшее руководство армии не было посвящено в экономические вопросы, так как они не участвовали в подобных совещаниях, что является откровенной ложью. Цели похода на Восток и истинные причины войны были захватническими и грабительскими, что указано в многочисленных директивах Гитлера (в частности, в директиве № 41 летней кампании 1942 года). В своих речах министр пропаганды Германии Й. Геббельс откровенно признавал, что война на Востоке ведётся за «обильно накрытый стол для завтрака, обеда и ужина», за «пшеницу и нефть, пространство для нашего растущего народонаселения». В июне 1941 года, за два дня до начала операции «Барбаросса» Розенберг произнёс речь, обращаясь к ближайшим соратникам, в которой перечислил задачи, стоящие перед вермахтом. Он подчёркивал, что вопрос первостепенной важности — обеспечить продовольствием немецкий народ. Южные территории России должны были стать «житницей народа Германии».
Лишь тогда, когда поражение Германии стало очевидным для всего мира, цели захватнической войны были изменены, её оправданием стала политическая подоплёка. Тайно распространяемым распоряжением Геббельс предлагал офицерам «отрицать любые эгоистические цели на Востоке и вести речь о священном крестовом походе XX века против большевизма».
Об этом же пишет автор нескольких книг по военной истории, политик и член английского парламента Алан Кларк (англ. Alan Kenneth Mackenzie Clark) в книге «Путь к Сталинграду»:
В своё оправдание немецкие генералы ссылаются на то, что их не приглашали на совещания по экономическим проблемам, где обсуждались потребности Германии в зерне, марганце, нефти и никеле, и что Гитлер «не посвящал» их в эти аспекты стратегии. Но это явная неправда. Гитлер подчеркивал значение экономических факторов, стоявших за его решениями, при каждом случае, когда ему приходилось убеждать своих военачальников. Ясно одно: генералы либо не понимали Гитлера, либо они — что представляется наиболее вероятным — норовят сейчас создать совершенно неправильное представление о нем, как это делает, например, заместитель начальника генерального штаба ОКХ генерал Блюментритт, утверждающий, что «Гитлер не знал, что ему делать — об отводе войск он и слышать не хотел. Он считал, что должен что-то предпринять, а это могло быть только наступление».
Гитлер намеревался летом 1942 года внезапно и окончательно разгромить советские войска и захватить район Кавказа, богатый нефтью, о чём не могли не знать армейские генералы. В результате летнюю кампанию 1942 года верховное командование сухопутных войск вермахта проводило в соответствии с директивой № 41 от 5 апреля 1942 года, где в качестве одной из главных целей выделен пункт «захвата нефтяных районов на Кавказе», хотя в перечне основных войсковых операций эта цель не называется. Средства, которыми могла быть достигнута скорая победа, были хорошо известны офицерам вермахта — откровенно преступное уничтожение формы советской государственности и так называемого «еврейского большевизма», поэтому велась политика истребления людей, которая в СССР приобрела масштаб геноцида.

### Юридический аспект
В действительности, уже в 1934 году министр имперской обороны, а с 1935 — имперского военного министерства Германии Вернер фон Бломберг, горячий сторонник Гитлера, изменил присягу для немецких солдат: вместо того, чтобы произносить присягу на верность и защиту немецкой конституции или отечества, они клялись безоговорочно подчиняться Гитлеру.
Генералы вермахта замалчивали такие факты, как издание Указа о военном судопроизводстве», в котором на законодательном уровне определялось и сообщалось всем родам войск, что преступления, совершённые вермахтом против гражданского населения, «не подлежат преследованию». В этом приказе от 13 мая 1941 года, в частности, говорилось: «Не существует обязательного преследования за действия, совершаемые членами вермахта и его сторонниками против враждебных гражданских лиц, даже если этот акт также является военным преступлением».
Одним из серии преступных приказов, изданных руководством вермахта накануне нападения на Советский Союз, является «Руководство по обращению с политическими комиссарами» (нем. Richtlinien für die Behandlung politischer Kommissare). Вермахт предписывал искать среди военнопленных политработников и расстреливать их как носителей идеологии «иудо-большевизма». Перед началом операции «Барбаросса» в 1941 году именно вермахт определил, что советские военные, взятые в плен в ходе предстоящей кампании, должны быть выведены из-под защиты международного и обычного права.
В марте 1941 года Рейнеке проводил инструктаж для офицеров вермахта, объясняя, что все советские люди — смертельные враги Германии, с которыми нужно обращаться соответственно. Тогда же планировалось сотрудничество армейских подразделений с группами генерала СС Гейдриха во время продвижения немцев на восток. Юристами вермахта было подготовлено разъяснение, объясняющее особенности применения «Руководства по ведению войны на Востоке» и содержащее призыв к безжалостному подавлению любого сопротивления. Идеологическая агрессия, усиленная теорией расового превосходства и колониальными устремлениями, привела к непревзойдённой жестокости во время военных действий на территории СССР.
За три с половиной месяца до нападения, совершённого ранним утром 22 июня 1941 года, вермахтом было сделано полдюжины указаний, в которых противник открыто объявлялся целью для физического уничтожения. В соответствии с военной логикой командования и послушания многие подразделения вермахта выполняли эти приказы. Результат не замедлил сказаться сразу же после начала воплощения в жизнь плана «Барбаросса» 22 июня 1941 года, превратившего 2-ю мировую войну в самую страшную в мировой истории войну на уничтожение. 16 декабря 1942 года начальник Верховного командования вермахта Кейтель подписал директиву: войска имеют право и обязаны применять в борьбе любые средства без ограничения, в том числе против женщин и детей.
Командующий группой армий «Юг» во время Курской битвы фельдмаршал фон Манштейн издал приказ, в котором говорилось: «Еврейско-большевистская система должна быть уничтожена… Положение с продовольствием в стране требует, чтобы войска кормились за счёт местных ресурсов… Не следует, руководствуясь ложным чувством гуманности, что-либо давать военнопленным или населению, если только они не находятся на службе немецкого вермахта». На Нюрнбергском процессе офицер вынужден был признать, что подписал этот приказ, но «совершенно забыл об этом».
Нацистское руководство и командование вермахта не имело противоречий и расхождений в части способов осуществления масштабных задач, которые, как с одной, так и с другой точки зрения, могли решаться только в ходе военных действий. Обе структуры представляли категорию политики насилия, неразрывно связанную с давней традицией её применения прусско-германской армией и с представлением о том, что так называемая военная необходимость превалирует над международно-правовыми ограничениями во время ведения военных действий, что и порождало в среде офицеров вермахта всеобщее неуважение международных военных конвенций.

## Историография послевоенного периода
Германская историография, представленная трудами историков ГДР, отличалась от той, что главенствовала в научных работах представителей исторической мысли ФРГ. Учёные социалистического лагеря затрагивали проблемы в соотношении «монополии — фашизм», подчёркивая мысль, что государственно-монополистическое регулирование в фашистской Германии, несмотря на «теоретическую непоколебимость» и методологические рамки, имело по своей сути экономическую подоплёку и поддерживало фашистское движение. Курт Госсвайлер в труде «Капитал, рейхсвер и НСДАП в 1919—1924 гг.» отмечает, что экономическая политика и монополисты нацистской Германии, помещики и рейхсвер, способствовали свержению Веймарской республики. Историк Вольфганг Руге в отдельной книге, посвящённой исследованию жизни и деятельности Гинденбурга (Hindenburg. Portrat eines militaristen, 1980), доказал, что президент республики, отбросив предубеждения, отдал власть фюреру под давлением именно консервативной и военной элиты, а также подчеркнул реакционную сущность армейского института в Германии той эпохи. Историки ГДР подчёркивали преступный характер фашизма, хотя и вынуждены были в условиях «холодной войны» ограничивать тематику исследований национал-социализма.
Только в конце 1960-х годов начали появляться систематические публикации, статьи и монографии, содержавшие выводы, отличавшиеся критическим подходом к исследованиям, касавшимся новейшей истории Германии. В это время демократическое течение в историографии представлено работами Х-Г Нольте, Г. Юбершера, Рольф-Дитер Мюллера и другими.
Первопроходцем в развенчивании легенды о вермахте стал историк, директор по долгосрочным исследованиям в Исследовательском бюро военной истории Манфред Мессершмидт, затем последовали работы других учёных-историков. Общество узнало о том, что в период эволюционного развития нацистской диктатуры (1935—1938 гг.) офицерский корпус, подобно бизнесу, постепенно становился элементом гитлеровской тоталитарной машины с её идеологическими доктринами.
Историки ФРГ интенсивно занимались событиями Второй мировой войны, осмыслением факта падения Веймарской республики и периодом насильственного перехода власти к Гитлеру, а также структурой гитлеровского государства и не были готовы корректировать легенду о «чистых руках» вермахта. Более 50 лет немцы (по крайней мере, жители ФРГ) имели в основном положительное мнение о роли вермахта в нацистском государстве и Второй мировой войне, считая, что СС несла ответственность за геноцид, совершенный против евреев и других народов, а также за иные преступления, в то время как вермахт (регулярная армия) не только оставался «чистым», но зачастую даже выступал в роли «патриотов», представляя отдельные личности как «честных и порядочных» немцев, которые ненавидели Гитлера и его режим. Работы историков о роли вермахта во Второй мировой войне, как правило, были интересны профессионалам, но они не доходили до широкой общественности в ФРГ и тем более за рубежом.

## Разрушение легенды
Прорывом в разрушении мифа о «чистом вермахте» и его истинной роли в период национал-социалистического режима стала организованная в 1995 году гамбургским Институтом социальных исследований выставка с ясным и чётким названием — «Война на уничтожение. Преступления вермахта в 1941—1944 годах», представленная широкой общественности с 1995 по 1999 год и с 2001 по 2004 год. Дебаты о выставке не утихали долгое время, поскольку она встретила как восторженное одобрение, так и яростное неприятие и привела к тому, что в её обсуждении приняла участие широкая общественность.
Организаторы выставки высветили проблему принципиального отличия между тем, какими способами вёл войну германский вермахт на Западе, например, в Греции, Италии или Франции и на Востоке. Это отличие заключалось в том, что на Западе отсутствовала обоснованная с позиции расизма установка на уничтожение людей.
Выставка наглядно продемонстрировала, что противоречившие нормам международного права ряд приказов высшее армейское командование отдавало перед тем, как нацисты были готовы напасть на Советский Союз, и что именно на основе этих приказов были убиты тысячи военных комиссаров, военнопленных, гражданского населения, а война против Советского Союза была войной на уничтожение. Получили огласку документы, подтверждавшие, вопреки легенде, участие подразделений вермахта непосредственно в Холокосте, появились многочисленные исследования Института современной истории в Мюнхене, одного из основных научных центров Германии по изучению нацистского прошлого. В обществе, хотя и болезненно, стало изменяться привычное представление о немецкой армии и её роли во Второй мировой войне, был разрушен миф о «чистоте вермахта», а в школьных учебниках появились документы и фотографии, свидетельствующие о его преступлениях
Этапы внедрения в общество легенды о вермахте и усилия, которые пришлось предпринять учёным, чтобы добиться правдивого взгляда на прошлое, отражены в статье военного историка Вольфрама Ветте, специалиста в области исследований мировых проблем и конфликтов, профессора истории во Фрайбургском университете и Университете имени Альбрехта Людвига. Он пишет:
Сегодня распространённое среди немецкой общественности представление о вермахте периода Второй мировой войны несёт на себе печать осознания того, что на нём лежит огромная ответственность за ведение на Востоке в 1941—1944 годы противоречащей международному праву войны на уничтожение… Установлено, что высшее командование вермахта и сухопутных войск готовило войну на уничтожение на основе письменных приказов и во время войны обрабатывало солдат с помощью пропаганды, направленной на разжигание расовой ненависти. Вопрос, почему генералы вермахта пошли за Гитлером по пути войны с расовой спецификой, можно считать выясненным.
Выставка стала началом длительной дискуссии в обществе, которая протекала очень остро и длилась на протяжении почти десятилетия. Настало время переосмысления, которое охватило сотни тысяч немцев, живо интересовавшихся историей и политикой. К этому моменту в мире изменилась политическая ситуация, закончилось противостояние и спало напряжение между Западом и Востоком, объединилась Германия, сменилось поколение. В то же время сторонники легенды и военные участники событий не могли далее успешно содействовать «правильному» восприятию вермахта в обществе, как это делалось раньше, и поддерживать миф о «чистом вермахте». Ханнес Хеер (нем. Hannes Heer) — историк и научный руководитель выставки, привлёкшей с 1995 по 1999 год около 900 тыс. посетителей, в одном из интервью отметил, что большая история внезапно превратилась в огромное количество личных семейных историй. Выставка потрясла сознание людей, так как оказалась настолько провокационной, что общество начало говорить о войне по-другому, воспринимать и обсуждать её критически. Возможно, это был один из решающих моментов: глубокая тишина, которая скрывала правду о войне, была нарушена. Общество узнало о том, что военная кампания на Востоке была «войной истребления». Война на уничтожение не велась против Франции, Дании или Норвегии. В этом случае речь шла о завоевании или аннексии определённых зон влияния. Но там, где противниками были славянские народы, существовала такая форма войны, которой раньше не было — война на уничтожение народа.
Благодаря критическим исследованиям и влиянию общественности, в последние десятилетия возобладал более реалистичный взгляд на ход истории: на фоне успехов Адольфа Гитлера вермахт способствовал укреплению его власти и не только целиком разделял мировоззрение нацистов, но и вёл на Восточном фронте безжалостную войну, нарушающую все международные конвенции, морально-этические нормы и христианские заповеди.
В результате обработки большого объёма документального материала, предоставленного такими странами, как Польша, Сербия и Россия, исследователи и специалисты в области современной военной истории показали реальный ход войны вермахта против «еврейского большевизма» на Востоке.
- Фотографии, сделанные оккупантами на территории СССР
- Беженцы покидают Воронеж. 1942
- Гражданское население среди сожжённого дотла села
- Казнь пленных и партизан
- Бундесархив, №1576. Минск. 1941
- Старый Оскол, 1942
- Группа армий Юг, 1941 год
- Расстрел партизан. Карелия, сентябрь 1941